# Arthur Weasley
Arthur Weasley je izmišljen lik iz serije fantazijskih romanov o Harryju Potterju britanske pisateljice J. K. Rowling.
Je mož Molly Weasley in oče sedmih otrok (Bill, Charlie, Percy, Fred, George, Ron in Ginny Weasley).
V vseh knjigah Harryu pomaga s številnimi novicami in nasveti. Harry pa mu celo reši življenje.
Arthur Weasley dela na Ministrstvu za čaranje, zelo pa se zanima za bunkeljske predmete. Ker je z bunkeljni tak obseden, ima veliko čarovnikov njega in njegovo družino za izdajalce krvi.